# Spoorlijn Mainz - Mannheim
De spoorlijn Mainz - Mannheim loopt ongeveer langs de westelijke oever van de Rijn is een Duitse spoorlijn als lijn 3522 onder beheer van DB Netze. Vanaf Ludwigshafen zou het traject doorlopen richting Speyer.

## Geschiedenis
In 1845 kreeg de Hessische Ludwigsbahn voor de bouw van het traject tussen Mainz en Ludwigshafen. De bouw begon in 1848. Het traject werd in 1853 geopend.

## Treindiensten

### DB
De Deutsche Bahn verzorgt het personenvervoer op dit traject met RE- / RB-treinen.
- RB 4 Mainz - Worms - Ludwigshafen - Speyer - Karlsruhe
- RE 44 Mainz - Worms - Ludwigshafen - Mannheim - Mannheim-Friedrichsfeld

### S-Bahn
De S-Bahn, meestal de afkorting voor Stadtschnellbahn, soms ook voor Schnellbahn, is een in Duitsland ontstaan (elektrisch) treinconcept, welke het midden houdt tussen de Regionalbahn en de Stadtbahn. De S-Bahn maakt meestal gebruik van de normale spoorwegen om grote steden te verbinden met andere grote steden of forenzengemeenten. De treinen rijden volgens een vaste dienstregeling met een redelijk hoge frequentie.

## Aansluitingen
In de volgende plaatsen was of is er een aansluiting van de volgende spoorwegmaatschappijen:

### Mainz
- DB 3510 spoorlijn tussen Bingen en Mainz
- Rechte Rheinstrecke aansluiting naar spoorlijn tussen Köln en Wiesbaden
- Mainbahn spoorlijn tussen Mainz en Frankfurt
- Rhein-Main-Bahn spoorlijn van Wiesbaden over Mainz en Darmstadt naar Aschaffenburg
- Alzey - Mainz spoorlijn tussen Alzey en Mainz
- Stadtwerke Mainz stadstram in Mainz
  - MVG stadstram in Mainz

### Bodenheim
- Alzey - Bodenheim spoorlijn tussen Alzey en Bodenheim

### Nierstein
- Köngernheim - Nierstein spoorlijn tussen Köngernheim en Nierstein

### Guntersblum
- Altrheinbahn spoorlijn tussen Guntersblum over Rheindürkheim naar Osthofen

### Osthofen
- Osthofen - Gau Odernheim spoorlijn tussen Osthofen en Gau Odernheim
- Altrheinbahn spoorlijn tussen Osthofen over Rheindürkheim naar Guntersblum
- Osthofen - Westhofen spoorlijn tussen Osthofen en Westhofen

### Worms
- Riedbahn spoorlijn tussen Mannheim / Worms en Frankfurt am Main, vroeger ook naar Darmstadt
- Worms - Gundheim spoorlijn tussen Worms en Gundheim
- Rheinhessenbahn spoorlijn tussen Worms over Alzey naar Bingen
- Untere Eistalbahn spoorlijn tussen Worms en Grünstadt

### Frankenthal-Süd
- Freinsheim - Frankenthal spoorlijn tussen Freinsheim en Frankenthal
- Ludwigshafen - Großkarbach smalspoorlijn tussen Ludwigshafen over Frankenthal naar Großkarbach

### Ludwigshafen
Het station Ludwigshafen (tot 1865 bekend als: Rheinschanze) was een kopstation gelegen aan de Rijn werd in 1845 geopend en in 1969 gesloten.
Het in 1969 geopend station van Ludwigshafen ligt in de driehoek van de sporen naar Mainz / Neustadt an der Weinstraße / Mannheim met aan de flanken een aantal perrons.
- Goederen spoorlijn tussen Ludwigshafen en Ludwigshafen Gbf/Ubf
- Pfälzische Ludwigsbahn spoorlijn tussen Mannheim en Saarbrücken
- Rhein-Haardtbahn smalspoorlijn tussen Mannheim en Bad Dürkheim
- Mannheimer Verkehrs Verbund (MVV) stadstram in Mannheim/Ludwigshafen
- Verkehrsbetriebe Ludwigshafen (VBL) stadstram in Ludwigshafen/Mannheim

De volgende smalspoorlijnen liepen langs het oude station Ludwigshafen:
- Ludwigshafen - Großkarbach smalspoorlijn tussen Ludwigshafen over Frankenthal naar Großkarbach
- Ludwigshafen - Meckenheim (Pfälz) smalspoorlijn tussen Ludwigshafen en Meckenheim (Pfälz)

### Mannheim
- Mainz - Ludwigshafen spoorlijn tussen Ludwigshafen en Mainz
- Rheintalbahn spoorlijn tussen Mannheim Hbf en Basel Bad.bf
- Rheinbahn spoorlijn tussen Mannheim en Rastatt
- Riedbahn spoorlijn tussen Mannheim / Worms en Frankfurt am Main, vroeger ook naar Darmstadt
- Pfälzische Ludwigsbahn spoorlijn tussen Mannheim en Saarbrücken
- HSL Rhein/Main - Rhein/Neckar spoorlijn tussen Frankfurt am Main en Mannheim
- HSL Mannheim - Stuttgart spoorlijn tussen Mannheim en Stuttgart
- Rhein-Haardtbahn spoorlijn tussen Mannheim en Bad Dürkheim
- Oberrheinische Eisenbahn spoorlijn tussen Mannheim en Heidelberg
- Oberrheinische Eisenbahn spoorlijn tussen Mannheim en Weinheim
- Oberrheinische Eisenbahn spoorlijn tussen Mannheim en Heddesheim
- Mannheimer Verkehrs Verbund (MVV) stadstram in Mannheim/Ludwigshafen
- Verkehrsbetriebe Ludwigshafen (VBL) stadstram in Ludwigshafen/Mannheim

## Elektrische tractie
Het traject werd geëlektrificeerd met een spanning van 15.000 volt 16⅔ Hz wisselstroom.